# 凱文·斯圖爾·埃爾加德
凱文·斯圖爾·埃爾加德（丹麥語：Kevin Stuhr Ellegaard；1983年5月23日—）是一位丹麥足球運動員。在場上的位置是守門員。他現在效力於瑞典足球超級聯賽球隊艾夫斯堡體育會。他也代表丹麥國家足球隊參賽。